# Hugo Boy Monachus
Hugo Boy Monachus (probablement originaire de Dordrecht (Hollande), actif autour de 1400, est un compositeur du Moyen Âge. 

## Œuvre
La seule œuvre musicale que l’on connaît de lui est une chanson néerlandaise à trois voix dans le style des ballades de la fin du XIVe siècle. Genade Venus, vrouwe tzart (Grâce, Vénus, Douce Dame) fait partie des quelques fragments conservés provenant de chansonniers vraisemblablement en usage à la cour bavaro-hollandaise des Wittelsbach à La Haye. C’est par les mêmes fragments que quelques œuvres de Martinus Fabri ont été transmises. De la chanson de Hugo, reprise dans le manuscrit MS membr. 2720 de la Bibliothèque de l’Université de Leyde, seul le cantus est complet. 

## Sources ou références
- Bonda, Jane William, De meerstemmige Nederlandse liederen van de vijftiende en zestiende eeuw (Les chansons polyphoniques néerlandaises du XVe et XVIe siècles), Hilversum, Verloren, 1996  (ISBN 90-6550-545-8)
- Hugo Boy Monachus, sur le site web de l’Université de La Trobe
- The New Grove Dictionary of Music and Musicians, Londres, 2001